# Rocky Morton
Pour les articles homonymes, voir Morton.
Rocky Morton, né en 1955 est un réalisateur américain. Aux côtés de sa partenaire, Annabel Jankel, Rocky a fait ses débuts à la télévision avec la série originale Max Headroom : 20 Minutes into the Future, qui a servi d'inspiration à la version américanisée Max Headroom. Le duo a été l'auteur de divers clips musicaux pour de nombreux artistes : Tom Tom Club, Talking Heads, Gravity Kills, Orgy, George Harrison et Miles Davis.
Morton (avec Jankel) fait ses débuts sur grand écran avec Mort à l'arrivée, avec Dennis Quaid et Meg Ryan. À la suite du succès de ce film, ils ont réalisé quelques années plus tard le film Super Mario Bros.

## Filmographie
- 1985 : Max Headroom (série TV)
- 1988 : Mort à l'arrivée (D.O.A.)
- 1993 : Super Mario Bros.
- 1995 : Publicité de lancement pour la console de jeux vidéo Sega saturn "SEGA" (TV)
- 2004 : The M Word
- 2004 : George Harrison: The Dark Horse Years 1976-1992 (vidéo)
- 2005 : The Right Spectacle: The Very Best of Elvis Costello - The Videos (vidéo)